# Dietrich Kaßmann
Dietrich Kaßmann (* 15. März 1940 in Münster) ist ein deutscher Kommunalpolitiker der SPD und ehemaliger Landrat des Landkreises Bergstraße.

## Studium
Kaßmann studierte Rechtswissenschaft in München, Lausanne, Paris und Münster und promovierte in Arbeitsrecht.

## Wirken
Er war von 1969 bis 1981 Beamter im Hessischen Sozialministerium, zuletzt als Ministerialrat und  stellvertretender Abteilungsleiter.
Von 1972 bis 1985 war er Stadtverordneter (SPD) und später auch ehrenamtlicher Stadtrat in Wiesbaden.
1981 wurde er Beigeordneter des Hessischen Landkreistages.
Von 1985 bis 1997 war er Landrat des Kreises Bergstraße und von 1994 bis 1997 gleichzeitig Präsident des Hessischen Landkreistages.
Seit 1997 ist er Teilhaber einer Bürogemeinschaft einer Anwaltskanzlei und arbeitet als Rechtsanwalt.